# تشونغ شين تشو
تشونغ شين تشو (مواليد 6 يناير 1940) هو ملاكم كوري جنوبي، مثّل بلاده في دورتي الألعاب الأولمبية الصيفية 1960 و1964.

## روابط خارجية
تشونغ شين تشو على موقع أوليمبيديا (الإنجليزية)